# Yacameztli

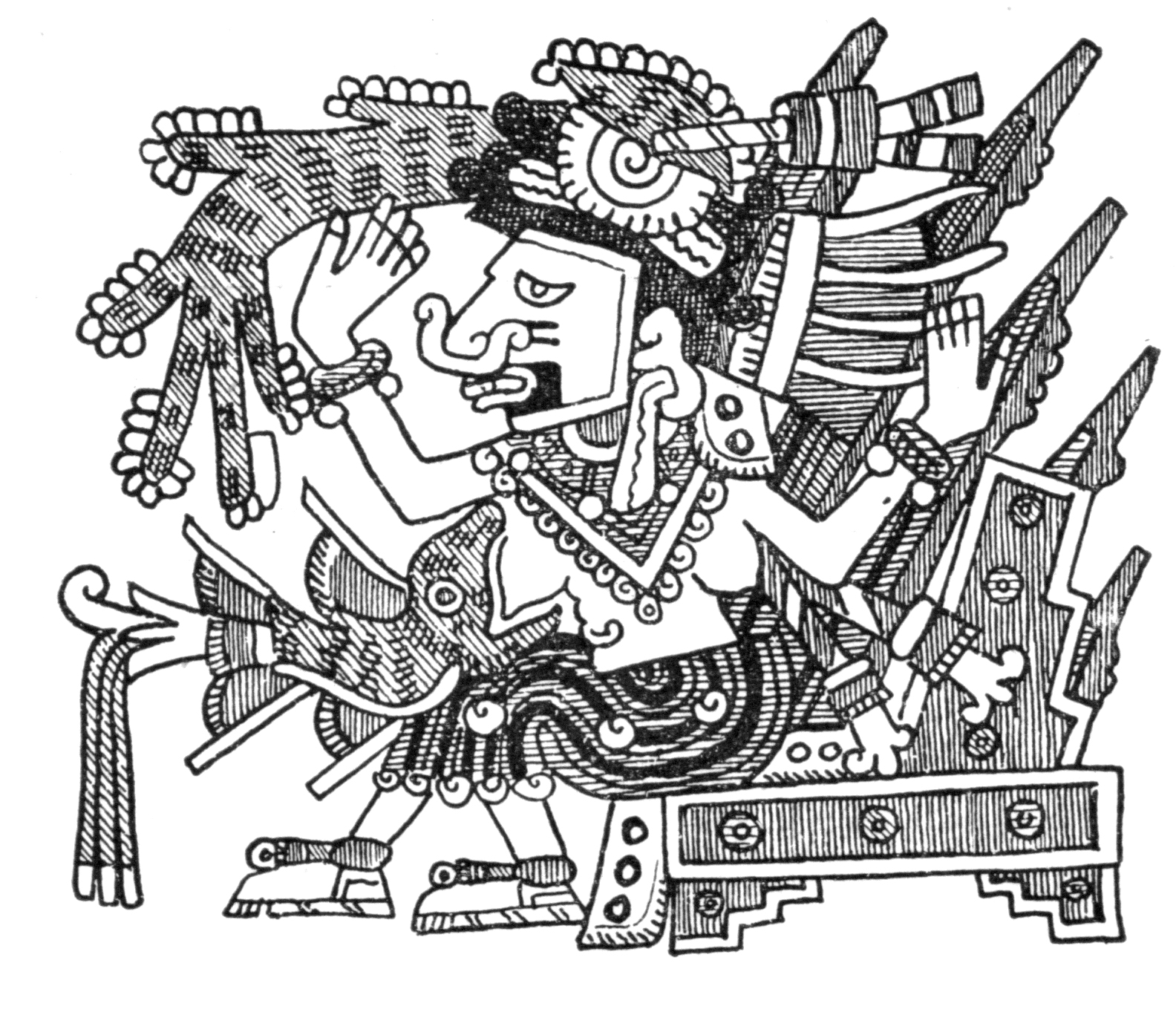
Mayáhuel, diosa mexica del maguey con yacameztli.

Yacameztli o "nariguera lunar" (en lengua náhuatl: yacatl = nariz y meztli = luna), era un adorno facial en forma de nariguera con una luna creciente con los bordes encorvados hacia fuera, que simbolizaba la relación natural con la fecundación y el crecimiento de la naturaleza.
En el panteón mesoamericano los dioses que portaban yacameztli como Mayáhuel, Patécatl, Tlazolteolt o los Centzontotochin eran asociados con las fuerzas naturales de la creación y de la fecundación, pero también con las de la muerte y la regeneración.
El yacameztli expresa los siguientes rasgos lunares de las deidades: el dominio sobre la muerte, la regeneración periódica, la fertilidad y el poder sobre la vegetación, en especial del maguey.